# 38442 Szilárd
38442 Szilárd este un asteroid din centura principală, descoperit pe 24 septembrie 1999, de Krisztián Sárneczky și Gyula Szabó.